# Fred Radig
Fred Radig (* 17. Januar 1965 in Güstrow; † 25. September 2019) war ein deutscher Handballspieler und -trainer.
Radig war Jugend- und -Juniorennationalspieler in der DDR. Er spielte beim SC Empor Rostock, auf deren Sportschule er ab seinem 15. Lebensjahr ging. Während eines Handballturniers in München im Herbst 1986 setzte sich der 1,90 Meter große Linksaußen zusammen mit Henry Blatter und Mario Wille von der Mannschaft ab. Trotz der Zusage, dass die drei für ihre Flucht aus der DDR bei einer Rückkehr nicht bestraft würden, blieben sie in München und schlossen sich dem Bundesligisten MTSV Schwabing an. 1987 wechselten sie gemeinsam zum THW Kiel. Dort blieb Radig bis 1992. Anschließend spielte er in der 2. Bundesliga Nord bei der SG VTB/Altjührden. Zuletzt spielte er beim TV Eitra in der 1. Bundesliga.
Später war Radig 10 Jahre als Trainer aktiv.
Er starb am 25. September 2019 nach schwerer Krankheit.

## Sonstiges
Radig absolvierte in Rostock eine Ausbildung zum Elektromechaniker und in Kiel zum Versicherungskaufmann. Er war verheiratet und hat zwei Kinder.